# Евкситей Солунски
Евкситей (също Авкситей или Евдоксий, на средногръцки: Εὐξίθεος, Αὐξίθεος, Ευδόξιος) е източноримски духовник, солунски архиепископ от 451 до 458 година. Обявен е за светец.

## Биография
Евкситей наследява архиепископския трон от Анастасий I Солунски. На първото заседание на Четвъртия вселенски събор в Халкидон на 8 октомври 451 г. архиепископ Руф Солунски е представен от епископ Кинтил Хераклийски. На третото заседание на Събора на 13 октомври вече името на солунския епископ е Евкситей (или Евдоксий) и той е представен от презвитер Андрей. Евкситей е наследен от Андрей, вероятно същият Андрей, който му е представител на Събора в 451 година.
Църквата чества светеца на 16 юли.